# Eunica alycia
Eunica alycia är en fjärilsart som beskrevs av Hans Fruhstorfer 1909. Eunica alycia ingår i släktet Eunica och familjen praktfjärilar. Inga underarter finns listade i Catalogue of Life.